# David Crown
David Ian Crown (né le 16 février 1958 dans le borough londonien d'Enfield à l'époque dans le Middlesex et aujourd'hui dans le Grand Londres) est un joueur de football anglais qui évoluait au poste d'attaquant, avant de devenir ensuite entraîneur.

## Palmarès
| Portsmouth - Championnat d'Angleterre D3 (1) : - Champion : 1982-83. |  | Southend United - Championnat d'Angleterre D3 : - Vice-champion : 1989-90. - Meilleur buteur : 1987-88 (26 buts). |